# Johann (Infant von Portugal)
Johann von Portugal (portugiesisch João; * wohl 1349 in Coimbra; † 1397 in Salamanca) war ein Infant des Königreichs Portugal. 1360 wurde er Herr von Porto de Moz Cea e Montelonso, 1379 Herzog von Valencia de Campos und 1383 Herr von Alba de Tormes. Nach dem Tod seines Halbbruders Ferdinand I. war er seit 1383 einer der Anwärter auf den vakanten portugiesischen Thron; 1385 wurde aber Johann von Avis, ein weiterer Halbbruder Ferdinands, als Johann I. neuer König.

## Abstammung und frühe Jahre
Johann war ein um 1349 geborener Sohn des späteren Königs Peter I. von Portugal und dessen damals noch heimlichen dritten Gattin, der kastilischen Adligen Inês de Castro. Er hatte eine ältere Schwester Beatrix, einen jüngeren Bruder Dinis sowie mehrere Halbgeschwister, darunter die späteren portugiesischen Könige  Ferdinand I. und Johann I. 1355 wurde seine Mutter Inês auf Befehl König Alfons’ IV., des Vaters Peters I., ermordet. 1360 legte Peter I. feierlich ein öffentliches Bekenntnis über seine Heirat mit Inês de Castro ab und legitimierte 1361 seine Kinder von ihr, so dass Johann seither rechtmäßiger Infant war.
Nachdem Ferdinand I. im Jänner 1367 den Thron bestiegen hatte, lebte Johann an dessen Hof. Er war ehrgeizig und galt als tapferer Ritter und fähiger Jäger. Am kastilischen Erbfolgekrieg, den Ferdinand 1369–1371 gegen Heinrich II. von Trastámara führte, nahm auch Johann teil; so versuchte er 1369, wenn auch vergeblich, Badajoz zu erobern. Er und seine Geschwister wurden aber, nachdem Ferdinand 1372 Leonore Teles de Menezes geheiratet hatte, von deren zu hohen Positionen aufgestiegenen Verwandten herablassend behandelt und zurückgesetzt. Diese Erniedrigung ertrug er geduldiger als sein Bruder Dinis, der sich 1373 auf Seiten Heinrichs II. an dessen erneutem Krieg gegen Portugal beteiligte und diesem danach an den kastilischen Hof folgte. Da Ferdinand von seiner Gemahlin zwar eine Tochter, Beatrix, aber  keinen männlichen Nachwuchs bekam, waren Johanns Chancen auf die Thronfolge zunächst intakt. Doch wurden seine legitime Abkunft und damit sein Nachfolgerecht von einer Partei einflussreicher Familien, die sich nach dem Emporkommen der Familie der Königin Leonore Teles noch verstärkte, in Frage gestellt.

## Ehe mit Maria Teles de Menezes und Flucht nach Kastilien
Johann verliebte sich in die reiche, schöne und tugendhafte Schwester der Königin, Maria Teles de Menezes. Diese war etwa 10 Jahre älter als Johann und  Witwe des Adligen Alvaro Diaz de Sousa, von dem sie einen Sohn Lopo Diaz de Sousa hatte, der 1373 Großmeister des Christusordens wurde. 1376 gingen Johann und Maria heimlich eine Ehe ein und bekamen 1378 einen Sohn Ferdinand. Die herrschsüchtige und beim Volk unbeliebte Leonore Teles erfuhr bald von der Heirat ihrer Schwester und fürchtete angesichts ihrer bisher fehlenden männlichen Nachkommenschaft und der hinfälligen Gesundheit ihres Gemahls, dass nach dessen Tod Johann den Thron besteigen könnte und dann ihre Schwester als neue Königin ihren Platz einnehmen werde. Sie suchte daher, die Ehe ihrer Schwester mit Hilfe ihres Bruders João Afonso Telo de Menezes zu zerstören. Letzterer war u. a. Graf von Barcelos und Admiral. Er behauptete, dass Leonore ihre Tochter und präsumtive Thronerbin Beatrix lieber mit Johann verheiraten würde als mit dem Herzog Friedrich von Benavente, einem unehelichen Sohn des kastilischen Königs Heinrichs II., mit dem Beatrix zu diesem Zeitpunkt bereits verlobt war. Durch eine Heirat mit Beatrix wäre Johann auch unangefochtener Thronfolger. Dies sei aber nun wegen seiner Heirat mit Maria Teles betrüblicherweise nicht möglich. Als der Infant durch die gestiegene Aussicht auf die Königsnachfolge noch nicht genug gereizt war, bezichtigte entweder die Königin selbst oder einer ihrer Intriganten seine Gemahlin der Untreue. Da ritt Johann mit wenigen Begleitern rasch nach Coimbra, wo sich Marias Haus befand, machte seiner noch im Bett liegenden Gattin bittere Vorwürfe, die sie zurückwies, und erdolchte sie schließlich mit zwei Stichen (Juni/Juli 1379).
Johann floh vor der Rache der mächtigen Verwandtschaft der Ermordeten und deren Verbündeten nach Beira an die kastilische Grenze und bat König Ferdinand um Gnade. Leonore gab vor, über die Ermordung ihrer Schwester äußerst bestürzt zu sein, setzte sich dann aber doch dafür ein, dass der Infant an den Hof zurückkehren durfte. Unter dem Schutz von 150 ihm bewilligten Reitern kam Johann also wieder nach Lissabon, musste jedoch bald erkennen, dass er bezüglich der Vorwürfe der Untreue seiner Gattin und der versprochenen Hand der Königstochter getäuscht worden war. Er verließ daraufhin den Hof, sah sich wieder der Verfolgung durch die Verwandten seiner getöteten Gattin ausgesetzt und begab sich, als er sich auch im Grenzort Villarmayor nicht mehr sicher fühlte,  ins Exil nach Kastilien, wo er zunächst seine Schwester Beatrix aufsuchte. In Kastilien herrschte nach dem Tod Heinrichs II. seit Mai 1379 dessen Sohn Johann I. Der Infant Johann wurde nun zum Herzog von Valencia de Campos ernannt und heiratete noch 1379 in zweiter Ehe eine uneheliche Tochter Heinrichs II., Konstanze von Kastilien, mit der er drei Töchter hatte.

## Portugiesischer Thronanwärter und letzte Jahre
Johann I. von Kastilien suchte 1380 die Vereinigung seines Reichs mit Portugal durch eine Verheiratung seines ältesten, erst einjährigen Sohns Heinrich mit der portugiesischen Thronerbin Beatrix in die Wege zu leiten, worauf Ferdinand I. zunächst einging. 1381 brach der portugiesische König aber seine Verbindung mit Johann I. ab und führte gegen diesen stattdessen mit englischer Unterstützung Krieg. An dieser militärischen Auseinandersetzung nahm der Infant Johann auf Seiten des kastilischen Königs teil. Nach dem Friedensschluss im August 1382 wurde Beatrix’ Hand zunächst Ferdinand, dem zweiten Sohn Johanns I. von Kastilien, versprochen, doch im Mai 1383 heiratete der kastilische König selbst Beatrix. Als Ferdinand I. bald darauf am 22. Oktober 1383 starb, fürchtete Johann I. von Kastilien, dass nun nicht seine Gemahlin Beatrix, sondern eher der Infant Johann von den Portugiesen als neuer Herrscher anerkannt würde und ließ daher den Infanten im Alcazar von Toledo inhaftieren.
Viele Portugiesen wollten sich der drohenden kastilischen Machtübernahme nicht unterordnen. Johann von Avis, illegitimer Halbbruder des verstorbenen Königs Ferdinand und Großmeister des Avis-Ritterordens, leitete im Dezember 1383 einen Aufstand gegen die zur Regentin proklamierte Königinwitwe Leonore Teles. Als daraufhin Johann I. von Kastilien in Portugal einfiel, wurde Johann von Avis am 16. Dezember 1383 zum „Regenten und Verteidiger des Vaterlandes“ ausgerufen, trat aber klugerweise zunächst nur als Verteidiger der Rechte des gefangen gehaltenen Infanten Johann auf, den er wie viele andere Portugiesen als legitimen Thronerben anerkannte. Er ließ ein Porträt des Infanten, das diesen gefesselt im Kerker schmachtend darstellte, auf seine Standarten heften und so andeuten, dass er seinem Halbbruder den portugiesischen Thron zu erhalten beabsichtigte. Der eingesperrte Infant erfuhr durch einen seiner Diener von diesen Vorkommnissen und glaubte, dass der Avis-Ordensgroßmeister seine Ansprüche verteidigen wolle.
Im September 1384 musste der kastilische König die Belagerung Lissabons aufheben und mit seinem Heer wieder abziehen. Im März 1385 wurden die portugiesischen Cortes nach Coimbra einberufen, um über die Nachfolge Ferdinands zu beraten. Neben Beatrix standen der Infant Johann, sein Bruder Dinis und Johann von Avis zur Auswahl. Für die Ansprüche des letzteren setzte sich der u. a. an der Universität Bologna ausgebildete Rechtsgelehrte und Großkanzler João das Regras ein. Dieser eloquente Jurist erklärte Beatrix’  Thronansprüche u. a. deshalb als verwirkt, weil unsicher sei, ob sie tatsächlich Ferdinand zum Vater habe. Ferner suchte der Anwalt auch dem Infanten Johann und dessen Bruders Dinis das Thronfolgerecht abzusprechen, indem er insbesondere die Rechtmäßigkeit der erst nachträglich bezeugten Ehe von Peter I. und Inês de Castro in Zweifel zog. Er half seinen Behauptungen mit möglicherweise gefälschten Urkunden nach, laut denen der Papst dem Paar die nötige Dispens wegen zu naher Verwandtschaft nicht erteilt haben sollte. So erschien die legitime Abkunft der Söhne der Inês de Castro nun fraglich. Maßgeblich unter dem Eindruck dieser Argumentationskunst des João das Regras wählten die Cortes am 6. April 1385 Johann von Avis zum neuen Monarchen Portugals. Nach der vernichtenden kastilischen Niederlage in der Schlacht von Aljubarrota (14. August 1385) war die Herrschaft Johanns von Avis gesichert und die Aussichten des Infanten Johann auf den portugiesischen Thron endgültig geschwunden, auch wenn er jetzt vom kastilischen König wieder freigelassen und zum Verbündeten gemacht wurde.
Über die letzten Jahre des Infanten Johann ist wenig bekannt. Er erlebte noch die Regierung Heinrichs III. von Kastilien und starb um 1397 in Salamanca. Dort wurde er in der Kirche San Esteban beigesetzt. Bald nach seinem Tod marschierte sein jüngerer Bruder, der Infant Dinis, mit einer kleinen Streitmacht von Kastilien aus in Portugal ein, um die Macht in diesem seinem heimatlichen Reich an sich zu reißen, musste aber seinen Invasionsversuch rasch wieder aufgeben.

## Nachkommen
Der Infant Johann hatte zahlreiche Kinder. Aus seiner ersten Ehe mit Maria Teles de Menezes ging ein Sohn hervor:
- Ferdinand, Herr von Eça (* 1378)

Mit seiner zweiten Gattin Konstanze von Kastilien hatte Johann drei Töchter: 
- Maria Brites, Herrin von Valencia de Campos (* 1381), Gattin von Martin Vasquez da Cunha, Graf von Valencia de Campos
- Isabella Brites (* 1382), Gattin von Pedro Nunho, Graf von Cigales und Buelna
- Joana (* 1384), Gattin von Lope Vaz da Cunha, Herr von Buendía

Johann hatte auch mehrere außereheliche Kinder: 
- Afonso, Herr von Cascais und Lourinhã (* um 1370, † August 1442), heiratete 1388 Branca da Cunha das Reglas, Herrin von Cascais und Lourinhã sowie in zweiter Ehe Maria de Vasconcelos, Herrin von Soalhães
- Pedro da Guerra (* um 1380), seit etwa 1410 Gatte der Teresa Andeiro
- Fernando da Guerra, Herr von Bragança (* um 1385, † nach dem 30. Dezember 1410), seit etwa 1410 Gatte der Leonor Coutinho